# Lallemandana spinifera
Lallemandana spinifera is een halfvleugelig insect uit de familie Aphrophoridae. De wetenschappelijke naam van deze soort is voor het eerst geldig gepubliceerd in 1954 door Metcalf.